# Убрзање (ваздухопловна физиологија)
Убрзање тела пилота, којим се бави ваздухопловна физиологија, јесте промена његове брзине у јединици времена, дуж било које од три осе координатног система. Како промене убрзања могу да имају негативан утицај на физиолошке функције човека, у ваздухопловној физиологији се већ дуги низ година проучавају узроци и последице оптерећења по организам пилота и осталих чланова посаде током нестационарног лета авиона (ваздухоплова).
Током праволинијског стационарног лета, константном брзином, за људски организам не постоје никаква физиолошка ограничења брзине. Међутим промена брзине током времена (убрзање) може да изазове тешке поремећаје у функционисању организма, због прекомерног оптерећења појединих његових органа и органских система.
Убрзање, и његово непожељно дејство које се јавља током лета, не може потпуно да се избегне, али његов утицај на посаду ваздухоплова може да се ублажи предузимањем низа мера: учењем основних принципа дејства убрзања на организам човека, избором специјалних модела смештаја посаде, тренингом у хуманој центрифуги, коришћењем анти-G одела, анти-G тренингом на справама итд.

## Коришћене физичке величине
- Основне

| {\displaystyle \ t} |  | време  |
| {\displaystyle \ l} |  | дужина |
| {\displaystyle \ m} |  | маса   |

- Изведене

| {\displaystyle \ r}                                             |     | полупречник кривине путање       |
| {\displaystyle \mathbf {v} }                                    |     | брзина                           |
| {\displaystyle \ M}                                             | [—] | Махов број                       |
| {\displaystyle \ a(a_{x};a_{y};a_{z})}                          |     | убрзање                          |
| {\displaystyle \ g}                                             |     | гравитација                      |
| {\displaystyle \ n(n_{x};n_{y};n_{z})={\frac {a}{g}}}           | [—] | фактор аеродинамичког оптерећења |
| {\displaystyle a_{\omega }={\frac {\mathbf {v} ^{2}}{r}}}       |     | центрипетално убрзање            |
| {\displaystyle \ F_{in}=\ m\cdot {\frac {\mathbf {v} ^{2}}{r}}} |     | центрифугална сила               |
| {\displaystyle \ H}                                             |     | висина лета                      |
| {\displaystyle \ F}                                             |     | сила                             |
| {\displaystyle \ G}                                             |     | тежина                           |
| {\displaystyle \ T}                                             |     | сила потиска / вучна сила        |
| {\displaystyle \ R_{z}}                                         |     | узгон                            |
| {\displaystyle \ R_{x}}                                         |     | аеродинамички отпор              |

- Оптерећење пилота и друге посаде, са инерцијалном силом, изражено у мери тежине

| {\displaystyle \ G_{x}={n_{x}}G} |  | дуж "" осе |
| {\displaystyle \ G_{y}={n_{y}}G} |  | дуж "" осе |
| {\displaystyle \ G_{z}={n_{z}}G} |  | дуж "" осе |

## Повезаност убрзања авиона са оптерећењем посаде
Фактор аеродинамичког оптерећења је однос величина узгона и тежине летелице, а своди се и на меру убрзања, изражену преко земљине гравитације:
Обзиром да је брзина векторска величина, то је и промена брзине векторска величина. Вектор промене брзине је резултанта нормалног убрзања (које је нормално на вектор брзине), и тангенцијалног убрзања (које је истог правца као и вектор брзине). У специјалном случају праволинијског кретања нормална компонента убрзања је једнака нули па је вектор убрзања истог правца као и вектор брзине. Код равномерног кружног кретања тангенцијална компонента убрзања је једнака нули, те је вектор убрзања нормалан на вектор брзине, односно у правцу је полупречника.
У случају негативног прираста брзине се користи појам успорење или кочење, а вектор убрзања има супротан смер од вектора брзине. Промене убрзања и брзине засновано је Њутновим законима кретања, јер је убрзање пропорционално величини силе а обрнуто пропорционално маси тела.
У Ваздухопловној физиологији је уобичајено да се величина убрзања мери јединицом силе теже и обележава се ознаком G. При дејству силе која производи убрзање од 2 g, тежина тела се повећава за два пута, односно за онолико пута за колико износи вредност гравитационе силе (g).
| Пример; Када пилот вади авион из обрушавања и у доњој превојној тачки лучне путање оствари убрзање од 2 (аz = 2g ), тада он заправо оствари центрипетално убрзање 19,62 m/s2, тј. оствари центрифугалну силу еквивалента своје две тежине () којом притиска седиште у нивоу своје две тежине. |

Методологија означавања утицаја оптерећења услед убрзања, који у свакодневној пракси примењује ваздухопловна медицина (приказана у табели), примењује се ради лакшег начина сагледавања последичног дејства у зависности од правца и смера, на основу кретања очних јабучица.
| Пример; За () оптерећење, у лекарској пракси названо „поглед надоле“, (последица је убрзања, које делује нагоре, а услед оптерећења инерцијалном силом ротирају се очне јабучице надоле). На исти начин могу се приказати и последице дејства убрзања у другим правцима и смеровима (види табелу). |

| Линеарно кретање | Означавање убрзања                | Описни приказ убрзања | Физиолошко дејство                                   | Физиолошко означавање оптерећења  | Покрети очију |
| ---------------- | --------------------------------- | --------------------- | ---------------------------------------------------- | --------------------------------- | ------------- |
| Напред           | {\displaystyle +\mathbf {a} _{x}} | Убрзање унапред       | Груди леђа Трансверзално (A-P) G Према кичми         | {\displaystyle +\mathbf {G} _{x}} | Увлаче се     |
| Назад            | {\displaystyle -\mathbf {a} _{x}} | Убрзање уназад        | Леђа груди Трансверзално (P-А) G Према грудној кости | {\displaystyle -\mathbf {G} _{x}} | Испупчују се  |
| Навише           | {\displaystyle -\mathbf {a} _{z}} | Убрзање према глави   | Глава-ноге Позитивно G Према ногама                  | {\displaystyle +\mathbf {G} _{z}} | Надоле        |
| Наниже           | {\displaystyle +\mathbf {a} _{z}} | Убрзање према ногама  | Ноге-глава Негативно G Према глави                   | {\displaystyle -\mathbf {G} _{z}} | Нагоре        |
| Удесно           | {\displaystyle +\mathbf {a} _{y}} | Убрзање десно бочно   | Десно-лево Улево латерално G                         | {\displaystyle +\mathbf {G} _{y}} | Улево         |
| Улево            | {\displaystyle -\mathbf {a} _{y}} | Убрзање лево бочно    | Лево-десно Удесно латерално G                        | {\displaystyle -\mathbf {G} _{y}} | Удесно        |

## Убрзања према облику путање кретања авиона
- Убрзање на праволинијској путањи кретања авиона,
- Убрзање на лучној путањи кретања авиона (при маневрисању).

### Убрзање на праволинијској путањи кретања авиона
На праволинијској путањи кретања авиона посебно су специфична краткотрајна успорења високог интензитета у кратком временском трајању (нпр. ударац у препреку), која су карактеристична за авионске удесе. Током успоравања тако високог интензитета, настају екстремно високе вредности инерцијалних сила, које прелазе и 30G (успоравање прелази вредност 30g).
Убрзање на праволинијској путањи кретања авиона настаје у процесу полетања и повећавања брзине, посебно при укључењу допунског сагоревања мотора код ловачких авиона у циљу преласка у надзвучни режим лета. У тим примерима је позитивно убрзање (+), што изазива дејство инерцијалне силе  (у ваздухопловној медицини обележава се +). Та сила притиска тело пилота уз наслон седишта у авиону.
Пилот, остала посада и путници осећају последице дејства инерцијалних сила, при промени брзине (при убрзању или успорењу) у праволинијском кретању и у другим различитим случајевима у ваздухопловству као што су: 
- нагло кочења авиона у лету, при извлачењу аеродинамичких кочница, до 0,5g (оптерећење са -),
- током катапултирања избацивог седишта до вредности 12g (оптерећење са +) или приликом обуке на полигону,
- приликом класичног принудног напуштања ваздухоплова итд.
- динамички удар током отварања падобрана, при скоку падобранца и при његовом доскоку приликом приземљења,

### Убрзање на лучној путањи кретања авиона
Свако скретање авиона са праволинијске путање представља маневрисање. Такво скретање је последица промене равнотеже, услед промене величине аеродинамичке силе, тренутне измене масе, или због уласка авиона у узбуркану атмосферу. Те измене правца лета авиона прати појава центрипеталног убрзања, а његова последица је центрифугална инерцијална сила.
Посебно су карактеристични намерно командовани маневри авиона, који се изводе у типичним стандардизованим облицима (пењање, спуштање, оштри заокрет, лет са наглом променом брзине, вираж по кругу, спирала, итд).

## Промене у организму изазване оптерећењем услед дејства инерцијалних сила
Савремени авиони високих перформанси лете у великом распону брзина, са великом агилношћу и екстремним маневрима око све три осе. 
Екстремно маневрисање у великом дијапазону брзина прате велике вредности убрзања, а самим тим и инерцијалне силе великог интензитета. Инерцијалне силе великих вредности оптерећују људске органе и његове органске системе, далеко веше него у другим активностима човека, што у организму изазива разне функционалне или патофизиолошке поремећаје.
Ови функционални поремећаји су најизраженији у:
- меким и потпорним ткивима,
- костном ткиву,
- телесним шупљинама и органима,
- телесним течностима и
- кинестетичким и другим чулима.

Многобројна истраживања показала су да та оптерећења највише делују на цереброспиналну течност (ликвор), крв и на вестибуларни систем унутрашњег ува.
Услед дејства инерцијалних сила (одређеног интензитета) долази до деформације ткива, која ће због кохезионих сила бити најмање изражена у костима, нешто већа у еластичним ткивима, а највећа у течностима. Поремећаји у течним ткивима ће се, због немогућности њиховог сабијања, испољити у виду абнормалне дистрибуције, односно као поремећај хемодинамике крви и лимфе.
У појединим маневрима авиона стварају се инерцијалне силе до вредности:
које по интензитету превазилазе силе које организам може да издржи и стога озбиљно угрожавају здравље и живот пилота.
Испитивања су показала да човек може да поднесе, без већих последица, силу до + Gz = 9G у трајању од 40 секунди или до - Gz = 3G уз претходну тренажну припрему, без пилотска заштитне опреме.

## Вредности оптерећења у пракси
| примери                                                                                   | бројна вредност |
| ----------------------------------------------------------------------------------------- | --------------- |
| Човек, који стоји непомично на Земљи                                                      | 1               |
| Путник, у току полетања авиона                                                            | 1,5             |
| Падобранац, у моменту приземљења са 6                                                     | 1,8             |
| Падобранац, у моменту динамичког удара, при отварању падобрана (успорење са 60 на 5 )     | 5               |
| Космонаут, при спуштању летелице „Сојуз“ кроз атмосферу земље                             | 3–4             |
| Спортски пилот, при акробацијама                                                          | од -10 до +12   |
| Пилот, при вађењу авиона из обрушавања                                                    | 9               |
| Пилот, при катапултирању са избацивим седиштем                                            | 14              |
| Граница подношљивости пилота, без последица                                               | 10              |
| Рекорд остварен у аутомобилској несрећи, коју је учесник преживео, са тешким последицама. | 179,8           |

## Физиолошки ефекти убрзања и/или успорења[7]

### Поремећаји дисања
Са порастом убрзања, па самим тим и оптерећења изазваног инерцијалним силама, дисање је теже (нарочито удисај, због спуштања дијафрагме коју надоле повлачи крвљу препуњена јетра). До вредности убрзања од (+4Gz) дисање је убрзано, да би на убрзању од (+5Gz) постало неправилно, са успореним и отежаним удисајем.
У ваздухопловној физиологији описана су два, основна нежељена дејства +Gz оптерећења у току летења на респираторни систем, пилота:
Диспропорција између циркулације крви и вентилације гасова у плућима
Први и најизраженији ефекат, или нежељено дејство +Gz преоптерећења је диспропорција између циркулације крви и вентилације гасова у плућима. При +Gz повећава се градијент притиска у горњим и доњим деловима плућа, те настаје разлика између смањене перфузије гасова у горњи деловима плућа и повећане перфузије у доњим деловима овог органа. Ово има за последицу: повећање физиолошког мртвог простора у горњем делу и појаву шанта у доњем делу плућа, праћену смањењем парцијалног притиска кисеоника (PaO2) у плућној циркулацији.
Код здравих особа изложених +Gz = 7G у трајању од 45 секунди, 2 опада са 91,6 mmHg на 50,1 mmHg, упркос готово двоструком повећању дисајног волумена (тидал-волумен). Ово смањује 2 и ако се томе дода и смањен проток крви према глави, овај поремећај озбиљно утиче на функцију мозга.
Ателектаза плућа
Други проблем који се јавља при Gz оптерећењу је ателектаза плућа („аеро-ателектаза“). У ваздухопловству за дисање на већим висинама пилоти користе 100% кисеоник, под повишеним притиском, у већини савремених борбених авиона, како би се респираторном систему обезбедила довољна количина и парцијални притисак кисеоника у удахну том ваздуху. Аеро-ателектаза у плућима, због удисања 100% кисеоника под повишеним притиском, доводи до колабирања (и слепљивања) дела плућних алвеола, која је учесталија код удисања 100% кисеоника, него када се за дисање користи смеша кисеоника са инертним гасом, (због израженије и брже апсорпције кисеоника из слабо оксигенованих алвеола).
И поред тога што аеро-ателектаза понекад изазива пролазни бол слабог интензитета у грудима, праћен кашљем, након високог +Gz оптерећења, ови симптоми су слабо изражени па нема потребе да се због њих занемаре значајне предности примене система за удисање 100% кисеоника на повећаном притиску.
По овом питању ставови лекара ваздухопловне медицине су различити. И док Ратно ваздухопловство морнарице САД у својим авионима користи 100% кисеоник, Ратно ваздухопловство РАФ-а користи системе са разблаженим кисеоником у систему са дисање у кабинама ваздухоплова.

### Поремећај рада срца и крвотока
Од срчаних поремећаја прво се јавља аритмија, праћена порастом срчане фреквенције која се прогресивно увећава са оптерећењем. Због прерасподеле крви из горњих у доње делове тела и отежаног повратка венске крви према срцу, срце „ради на празно“ (са смањеним приливом крви у преткоморе и коморе), а на висцералним органима долази до петехијалног крварења. Крвни притисак пада, али не одмах, већ након извесног периода (око 5 секунди). Крвни притисак изнад срца се снижава, а прогресивно расте испод његовог нивоа.
Количина крви у доњим удовима се повећава и некада је прилив крви толико велики да доводи до петехијалних (тачкастих) крварења. Пад притиска доводи до стимулације рецептора у каротидној артерији што има за последицу вазоконстрикцију (сужавање дијаметра) артериола, како би се смањила количина крви у нижим деловима тела. Поред каротидних, на истезање се активирају и други рецептори, како би смањили учинак неправилне прерасподеле крви.
Како у највећем броју случајева током летења, убрзање (па и оптерећење као последица сила инерције) обично траје од 0,1 до 5 секунди, промене крвног притиска су у стварности знатно мање, а крајњи учинак ипак зависи од тонуса (напетости) и еластичности васкуларне мреже.
Особа са лошим тонусом кардиоваскуларног система тешко подноси оптерећење и губитак свести настаје знатно раније. Код здравих пилота, ефекти поремећаја функције срца су обично благи, осим у ретким случајевима када они могу да смање прилив крвни у мозак и да изазову неуролошке симптоме). Међутим дугогодишња излагања кардиоваскуларног система убрзању и последичном оптерећењу од инерцијалних сила могу да наруше здравље пилота. Крварења унутар срца се јављају код свих пилота изложених великим убрзањима, али нема јасних доказа да долази до оштећења срца код људи који су изложени краће или дуже време убрзању у границама нормале.

### Вестибуларни поремећаји
За одржавање равнотеже тела у простору најодговорнији је вестибуларни апарат унутрашњег ува, који реагује на оптерећења услед дејства инерцијалних сила при убрзању и успорењу. Центрифугалне силе могу утицати на функцију вестибуларног апарата, али не треба занемарити ни улогу отолитичког апарата (и промене у њему), посебно код настанка илузија пењања и понирања. Ако се узме у обзир да је током летења број видних оријентира смањен (нарочито ноћу), ови поремећаји још више долазе до изражаја, због изостајања компензаторне функције чула вида у корекцији погрешно примљених сензација од стране ува.
Као последица нарушавања функција вестибуларног апарата јављају се следеће вестибуларне илузије;
- Илузија кретања у супротном правцу, када пилот има утисак да се нпр. после заокрета удесно, налази у заокрету улево, иако он заправо лети у правцу. Ову илузију изазива највероватније надражај куполе спољашњих или хоризонталних полукружних канала ува.
- Илузија пењања или понирања ствара утисак код пилота да се он нпр. после понирања не налази у хоризонталном лету, него се пење, док код вестибуларне илузије понирања пилот има утисак да се после пењања не налази у хоризонталном лету, него да понире. Ову појаву илузија изазива надражај задњих полукружних канала ува.

- Илузије нагињања код пилота стварају утисак да се он налази у нагибу супротног од оног у којем је био за време лета. Појаву ових илузија највероватније изазива надражај куполе вертикалних или предњих полукружних канала ува.

Појава илузија код пилота ствара погрешну перцепцију о положају авиона, што код необучених пилота или пилота који неправилно користе инструменте за навигацију може довести до удеса.

### Болест кретања (кинетоза)
Болест кретања или кинетоза су специфични поремећаји у вегетативном нервном систему који се манифестују мучнином и повраћањем, а настају као последица посебног начина кретања авиона, које карактерише промена убрзања у разним правцима. Поред ових уобичајених симптома. могу се јавити и други знаци као што су хладан зној (као први наговештај појаве кинетозе), убрзан пулс и бледило. Ови знаци и симптоми углавном претходе све јачој мучнини која најчешће завршава повраћањем. Имајући у виду да су пилоти, захваљујући обуци и селекцији, отпорни на кинетозе, оне се код њих ређе јављају, изузев код питомаца на обуци. Веома се често јављају код путника ваздухоплова, нарочито у случајевима неправилног пилотирања, турбуленције или појаве нестабилности авиона.
Испитивања функција полукружних канала показала су да је њихов праг за регистрацију угаоних убрзања 1°/sec. Праг за регистрацију линеарних убрзања код рецептора отолитичког апарата ува износи 0,01 „g“. За време летења у условима нестабилности авиона и током турбуленције, угаона убрзања достижу вредности > 5°-10°/sec и јављају се инерцијална оптерећења у распону од -Gz = 3G) до +Gz = 3G.
Битан фактор који утиче на интензитет кинетозе је положај тела, као и однос тела према правцу кретања авиона. Полулежећи или лежећи положај са главом у правцу лета значајно смањује појаву кинетозе.
Психички фактор је такође веома значајан. Појава нестабилности авиона и турбуленција могу изазвати емоционалне реакције, посебно код лабилних особа и може деловати двојако:
- појачањем знакова кинетозе или
- потпуним прекидом кинетозе због појаве изненадне опасности.

## Физиолошки ефекти оптерећења дуж „“ осе
Убрзања дуж „“ осе стварају инерцијалну силу, која делује на тело пилота по вертикалној оси у смеру глава - седиште, изазива померање очних јабучица „надоле“ и означавају се као (+Gz) оптерећење. Ово оптерећење може негативно деловати на организам пилота са могућим фаталним исходом.
Позитивно (+Gz) оптерећење представља јединствен динамички стрес за организам. У настанку ове појаве значајну улогу има, не само величина убрзања, већ и интензитет прираста и трајање убрзања. Досадашња истраживања су указала да (+Gz) оптерећење представља значајан стрес за основне физиолошке механизме организма, пре свега за кардиоваскуларни и респираторни систем. Новија истраживања дала су одговоре о реакцијама неуроендокриног и имунског система на (+Gz) оптерећење, које настају као резултат убрзања дуж „z“ осе.
Ова врста убрзања, а последично и оптерећења, је посебно карактеристична у вертикалном маневру.
| |
| Прерасподела крви у телу пилота за време дејства убрзања, где је Фактор аеродинамичког оптерећења {\displaystyle \ n={\frac {R_{z}}{G}}={\frac {a}{g}}} |

Манифестне промене у организму пилота код ове врсте убрзања ваздухоплова су:
- Мождана течност - ликвор, под утицајем оптерећења изазваног убрзањем, помера се из можданих комора и простора између меких можданица према кичменој мождини. Притисак ликвора у лобањи се смањује, а у кичменој мождини повећава. То изазива јаће или слабије замућење вида.
- Како највећи крвни судови теку паралелно са уздужном осовином тела, центрифугална сила која делује у смеру глава - седиште потискује крв из горњих делова тела у доње. Крв из главе и врата сакупља се у крвним судовима изнад срца, а крв из осталих делова тела сакупља се у трбушној дупљи и доњим екстремитетима. Недостатак крви у мозгу изазива хипоксију и појаву несвестице.
- Прилив крви у срце је смањен, а и ту смањену количину крви срце тешко избацује у циркулациони систем, јер је притисак у крвним судовима испод срца повећан дејством центрифугалних сила.
- У доњим деловима тела, након +3g и +4 g ствара се јак осећај тежине удова и других делова тела. Удови се тада могу померати само уз велики напор, да би на +5 g настала потпуна непокретљивост.

Редослед промена у односу на интензитет +Gz оптерећења; 
- +: пилот има осећај уобичајене тежине свог тела. Сви људи који живе на Земљи изложени су том убрзању величине +1 g.
- +: пилот има осећај двоструко јачег притиска на седиште и осећај двоструке тежине сопствених руку и сваког другог дела тела. Пилоту је за толико, на пример, отежано да напусти авион.
- +: осећај тежине се повећава. Покрети удова су тешки и захтевају већу снагу. Пилот не може да напусти авион користећи снагу мишића.
- +: јављају се визуелни симптоми. Смањује се поље периферног вида (настаје феномен тзв. тунелског вида). Периферне инструменте пилот види као кроз маглу и тај поремећај се зове „сиви вео“ (или сива-копрена) и то је прва фаза поремећаја вида. Ако пилот почне да смањује Gz, вео моментално нестаје. Ако, напротив, центрифугално убрзање остане исто или настави да расте, долази до појаве губитка вида који се зове „црни вео“ (или црна копрена).
- +: у фази појаве црне копрене пилот је потпуно свестан. Он има правилну оријентацију у простору и времену, а његове менталне функције нису нарушене. Вид се потпуно враћа пет секунди након престанка или смањења центрифугалног убрзања.
- +: црни вео је крајњи упозоравајући знак пре потпуног колапса мождане активности. Ако се достигнути ниво убрзања одржава или настави да расте, настаје изненадни губитак свести.
- + промене настају много брже. Време потребно за појаву црне копрене је обично 4 секунде. Оптерећење од Gz = 10 G може бити толерисано, без појаве црне копрене или губитка свести, ако траје краће од 3 секунде.

## Физиолошки ефекти оптрећења дуж () осе
Током спуштања (слетања) авиона, на тело делује инерцијална сила навише према горњим деловима тела, у смеру седиште–глава пилота (ово оптерећење је негативно), које повећава притисак крви у артеријској циркулације врата, главе и мозга. Током дејства ове врсте убрзања и последичног оптерећења, пилот има поремећај вида познат као „црвена копрена“ или „rideouts“, а због повећаног артеријског притисака у мозгу може настати мождани удар.
У принципу -Gz оптерећење може трајније да оштети организам пилота од оног дуж +Gz осе.
Субјективни симптоми
Ова врста убрзања изазива оптерећење које делује од главе према седишту, а пилот има осећај као да је главом окренут надоле:
- Од -  - трбушни и грудни органи померају се нагоре, јавља се конгестија лица, са растућим болом у глави.
- Од -  - човек има осећај као да ће лобања да му пукне, а очи да искоче из очних дупљи. У очима се јавља осећај пецкања, а касније и црвенило испред очију - црвена копрена.
- На -  - јавља се конфузија и губитак свести. - Gz = 4,5G је највећи ниво убрзања код кога је очувана свест. Даљи пораст негативног убрзања обавезно изазива губитак свести.

Објективни симптоми
- Од -  долази до конгестије коже лица, са израженим црвенилом, а крвни судови носа и образа постају изразито уочљиви. На глави се јављају бројна ситна петехијална крварења (нарочито на конјуктиви ока), очи су црвене. Крвни притисак расте, и то тако што се сумира дејство хидростатске силе која делује у каротидним артеријама и притисак који ствара снага срца (јер делују у истом правцу). Притисак у лобањи расте. Међутим, и поред пораста притиска, нису пронађена крварења у мозгу јер лобања представља иделну заштиту крвним судовима. Такође није уочен ни пораст притиска мождане течности (ликвора).
- Све до - Gz = 3 G дисање постаје све дубље и надаље остаје отприлике на достигнутој брзини.

## Физиолошки ефекти оптерећења дуж (-,+) осе
Код убрзања дуж „x“ осе, инерцијална сила делује кроз антериопостериорну (предње-задњу) осу тела - у смеру грудна кост–кичмени стуб и обрнуто. Инерцијална сила може бити позитивна +Gx или негативна -Gx. Због знатно слабије изражене прерасподеле крви у организму, негативни смер оптерећења се знатно боље подноси, изузев код већих вредности због притиска на предњи трбушни зид који није заштићен коштаним делом као што је то случај са грудним кошом). Притисак на предњи трбушни зид је изазван померањем унутрашњих органа и зато овај део тела трпи велика оптерећења.
Субјективни симптоми
- Вредности + Gx = 6 G или - Gx = 6 G готово да не доводе до било каквих тегоба, јер је дејство оптерећења распоређено равномерно на целу површину тела.
- Вредности +6 Gx до +8 Gx доводе до померања дијафрагме нагоре и сабијања плућа уз грудни кош.
- На +12 Gx долази до поремећаја дисања и рада чула вида, а крвни притисак степенасто расте.

Објективни симптоми
- Поремећај дисање и пулса: - дисање је поремећено тек након +12 Gx, а учесталост пулса расте али обично до 100 откуцаја у минути.
- Пораст крвног притиска: је постепен због увећања притиска у стомаку и грудном кошу, који доводи до потискивања извесне количине крви из трбуха у општи крвоток. Притисак у циркулације расте степенасто, а не континуирано, и последица је наизменичног повећања и пада притиска у унутрашњости грудног коша, што доводи до тога да се крв наизменично зауставља и повлачи из трбушних вена у грудни кош и одатле у срце.

Бочна убрзања настају када сила убрзања дејствује по Gy оси или од леве према десној руци (-Gy) и од десне према левој руци (+Gy). Ова убрзања су врло ретка и имају само теоретски значај.
Поремећаји код код бочних убрзања, слични су оним код трансверзалних убрзања. Бочна убрзања се врло добро подносе, зато што је стомак са обе бочне стране заштићен коштаним зидом.

## Отпорност људског организма на убрзање
Отпорност организма пилота на убрзање зависи од више фактора:
Физичких карактеристика и начина деловања убрзања:
- Интензитет убрзања и почетни услови оптерећења. Јасно је да ће већа убрзања изазвати веће инерцијалне силе, оптерећења и повреде организма.
- Временско трајања убрзања или дужина пута које тело пређе за време дејства инерцијалне силе и њеног оптерећења. Према дужини трајања изложености, убрзању могу бити:
  - Краткотрајна (<1 секунде). Утицај зависи од дела тела и органа са којим су у интеракцији (нпр. код удеса ваздухоплова);
  - Средње дужине трајања (д 0,5 до 2 секунде). На пример, искакање из авиона, полетање и слетање на носач авиона. Њихов утицај зависи од интензитета убрзања и времена потребног да убрзање добије свој максимални интензитет.
  - Дуготрајна убрзања (> 2 секунде) изазивају веће деформације ткива и органа у телу и изазивају промене у дистрибуцији и протоку крви и других телесних течности у организму.
- Локација органа тела изложена дејству инерцијалне силе утиче на интензитет оптерећења, пошто убрзање расте са порастом полупречника ротације. Када је срце центар ротације, кардиодинамички и општи циркулациони поремећаји су најизраженији. Истраживања на животињама су показала да је на 150 обртаја/мин са центром ротације у срцу, артеријско-венска разлика притиска и пулса сведена на мање од 5 mmHg а срчани излаз на нулу. У ткивима се јавља недостатак кисеоника и појава хипоксије, крварења у мозгу из оштећених зидова крвних судова због јако великих вредности систолног притиска изазваног ротацијом. Хидраулични учинци убрзања, најизраженији су у оним регионима тела који су најудаљенији од центра ротирања. Када је центар ротације у доњим деловима тела, могу се јавити конјуктивална крварења, периорбитални оток и крварење у синусима и средњем уву. Праг (ниво) за појаву петехијалних крварења у конјунктивама су експериментално одређени и износе;[27]
  - са центром ротације у карличном гребену, вредности варирају од 3 секунде на 90 обртаја до 2 минута на 50 обртаја/мин,
  - са центром ротације у срцу, од 4 секунде на 120 обртаја/мин до 10 минута на 45 обртаја.
- Положаја тела за време дејства убрзања.
- Смер/правац у коме делује сила убрзања.

Истовременог дејства убрзања са осталим неповољним чиниоцима:
- Барометарска депресија (хипоксија).
- Температура.
- Декомпресија.

Индивидуалних реакција организма на убрзање:
- Индивидуалне разлике у физиолошким одговорима.
  - Крвни притисак. Особе са хронично ниским крвним притиском мање су отпорне на дејство убрзања, за разлику од особа са благо повишеним крвним притиском које боље толеришу убрзање.
  - Удаљеност срца и великих крвних судова од мозга. Пилоти мање телесне висине боље толеришу убрзање. Израелске ваздушне снаге, на пример, у селекцији својих пилота врше избор кандидата са мањом телесном висином, компактне грађе тела са снажно развијеном телесном мускулатуром.
- Физичка кондиција. Бројне студије указују да дизање тегова може да повећа толеранцију на убрзање, док аеробне вежбе (као што су трчање и вожња бицикла) немају већег ефекта.
- Дехидрација снижава толеранцију на убрзање, јер смањује запремину крвне плазме.
- Исхрана. Прескакање оброка пре летења смањује толеранцију.
- Ретка излагања убрзању. Толеранција на убрзање опада ако организам није често изложен убрзању. Истраживања су показала да излагања јаком + Gz убрзању значајније повећавају толеранцију на убрзање. Такође, истраживања у хуманој центрифуги су показала да се после неколико недеља нелетења (нпр. због одмора или болести) прогресивно смањује отпорност на дејство убрзања.
- Болест. Већина болести смањују толеранцију на убрзање.

## Физиолошки ефекти високих вредности негативног убрзања и/или успорења
Негативно убрзање, успорење прате пад и удара ваздухоплова у препреке, као и код отварања падобрана и приземљења падобранца. При тим убрзањима свако материјално тело, одговарајуће масе, изложено је дејству силе инерције.
Високе вредности негативних убрзања или успорења утичу на опстанак (преживљавање) пилота и путника у ваздухопловним несрећама и оне се јављају када убрзање премашује -,+10 g и траје мање од једне секунде. Екстремно високе вредности убрзања обично су последица удара, у динамичком контакту са другим телом (препреком).

### Нежељена дејства високих вредности негативних убрзања (успорења)
Нежељена дејстава и врста повреде зависе првенствено од:
- фактора изненађења,
- интензитета силе,
- делова тела на којима сила испољава своје дејство,
- степена изобличења на смицање, компресију или истезање структура тела.

Учинак тих дејстава креће се од минималних повреда са реверзибилним променама у ткивима и органима, па све до иреверзибилних оштећења изазваних тешким повредама и смртног исхода. Истраживање узрока повреде и утицаја фактора оптерећења на тело је од суштинске важности за преживљавање особа у ваздухопловном удесу, и зато се све струке везане за ваздухопловство баве утврђивање граница отпорности људског организма на дејство убрзања, најбољим конструктивним решењима ваздухоплова и осмишљавањем заштитних и других превентивних мера.
Велики број фактора утиче на нежељена дејства високих вредности негативних убрзања (успорења), али су међу њима најважнији:
- Интензитет негативног убрзања (успорења), познатог као „врх ng“.
- Трајање „врха ng“ или укупно време успоравања.
- Дужина дејства успорења или интензитета негативног убрзања, позната као „протресање“- удар.
- Правац силе и њен смер, су сагласни са правцем и смером успоравања.

### Трајање удеса (краш секунда)
Током несреће (удеса) ваздухоплова, преживљавање пилота или путника зависи од три критеријума:
- Интензитета силе успорења које се преноси на тело пилота или путника авиона.
- Величине унутрашњег простора ваздухоплова, положаја посаде или путника у односу на авион (напред, назад и у средини), употребе заштитних појасева и других средстава личне заштите (који успоравају контакт тела са структурама авиона или околином) и положаја тела у седишту (што је тело више приљубљено или причвршћено уз седиште, опасност је мања).
- Конструктивних карактеристика ваздухоплова (трајање „гужвања“ и чврстоће структура ваздухоплова), што утиче на апсорпцију дела енергије дејствујуће силе).

### Интензитет удеса (краш снага)
Интензитет успорења којем је подвргнуто тело често није последица дејства само једне силе у једном правцу и са једним интензитетом успорења, већ је тело изложено већем броју сила успорења са различитим фактором оптерећења, све док се кретање не заустави. Поред тога, пад снаге се јавља у све три осе (Gx, Gy, Gz) у исто време. Граница толеранције на величину успорења варира са дужином трајања силе и правцима њеног деловања. Људско тело је, међутим, много подложније повредама када је изложено низу високих „G-шокова“ у све три осе координатног система. Као што доња слика показује, људско тело може да издржи оптерећење наведених сила само за изузетно кратко време (мање од 0,1 секунде). Ако њихово дејство премашује ове вредности, (наведене на слици) обавезно настају повреде или смрт.

## Заштита организма изложеног убрзању
Методе које се данас примењују у ваздухопловној медицини и ваздухопловству за повећање подношљивости организма код дејства убрзања разврставамо у више група; селекција, дисање кисеоника под повишеним притиском, обука на хуманој центрифуги, повећање нагиба пилотског седишта, анти-G вентили, употреба заштитних, анти-G одела, физичко вежбање.

### Селекција
Бројне чињенице, проистекле из медицинских истраживања, указале су да реакције организма на дејство убрзања индивидуалне, што је мотивисало лекаре ваздухопловне медицине да у селекцију и тренажу пилота и астронаута уведу примену хумане центрифуге. Применом центрифуге у селекцији, врши се избор само оних пилота и астронаута који могу да поднесу велика и продужена (+Gz) убрзања, чије вредности су искуствено одређене и нормиране за одређене типове летелица и „свемирских бродова“.
У ту сврху кандидати за пилоте, се најчешће излажу селективном тесту на хуманој (пилотској) центрифуги са прирастом убрзања од 0,1 G/sec до +5,3 Gz. (без заштитне опреме) или до +9 Gz. (са анти-G оделом). Пилоти НАТО јединица излажу се оптерећењу до +7 Gz у трајању од 15 секунди са анти-G оделом и уз „примену вољног маневра напињања“. Свим кандидатима који испоље негативну реакцију у току ових тестова, забрањује се летење на летилицама високих -оптерећења.

### Обука на хуманој центрифуги
Претходни методи намећу обавезну примену хумане (пилотске) центрифуге у обуци пилота и астронаута, са основним циљем да се код летачког особља унапреди вештина примене различитих маневара, којима се повећава подношљивост на +Gz оптерећење и боље разумевање физиолошких механизама тога стреса и повећање самопоуздања за могућност подношења великих и продужених оптерећења.

### Дисање кисеоника под повишеним притиском
У ситуацијама повећаног физичког напрезања организма пилота, током деловања увећаних вредности убрзања ваздухоплова, како би се компензовао његов негативни утицај на процес дисања и секундарно зауставио пад притиска крви у мозгу, оно се поспешује удисањем кисеоника уместо ваздуха, који се у пилотску маску, а затим и у плућа пилота, доводи под одређеним (увећаним) притиском (натпритиском). Овај натпритисак има своју стандардну шему довођења, која је у функцији  убрзања, тако да се притисак у плућима повећава за 10 mmHg за свако увећање  убрзања од 1g и то почевши од 2g, (где је на том нивоу убрзања натпритисак 4 mmHg).
| Вредности натпритиска | Интензитет убрзања |
| --------------------- | ------------------ |
| 4 (533 )              |                    |
| 14 (1866 )            |                    |
| 24 (3199 )            |                    |
| 34 (4532 )            |                    |
| 44 (5865 )            | итд.               |

Дисање кисеоника под повишеним притиском има за циљ да обезеди увећање притиска у артеријама изнад срца увећањем интракранијалног притиска. Ова врста дисања постиже се на један од следећа два начина, који се морају примењивати искључиво уз употребу заштитних ани-G одела:
- Вољним маневром напињања који се састоји од продуженог издисаја (4-5 секунди) и кратког удисаја (краћег од 1 секунде). На овај начин се повећава систолни притисак чак и преко 200 mmHg, због чега се овај маневар не сме примењивати у нормалним условима гравитације. За извођење ове врсте маневра пилоти се обучавају у хуманој (пилотској) центрифуги у току излагања  убрзању.
- Асистираним дисањем које се спроводи након активирања специјалног вентила (уграђеног у кабини ваздухоплова), који аутоматски почиње са радом при порасту +Gz оптерећења, доводећи до повећања натпритиска у плућима, преко кисеоничке маске или заштитног шлема, постепено (за око 10-12 mmHg/g) или тренутно до притиска од 35-70 mmHg. Истовремено на тело пилота делује и контрапритисак који се ствара у заштитном оделу и који има исте вредности притиска као у плућима. Предност ове методе је већа прецизност оствареног притиска и мањи замор, али асистирано дисање има и недостатак јер може довести до ателектазе плућа ако је вредност притиска већа од 100 mmHg. Са асистираним дисањем се не сме започети пре него што се претходно обезбеди одговарајући контрапритисак на грудни кош у анти-G оделу.

### Повећање нагиба пилотског седишта
Кроз истраживања дошло се до сазнања да се издржљивост организма повећава на оптерећења при убрзањима подешавањем положаја седишта пилота. Користе се заваљена седишта. Код авиона Рафал је наслон под углом од 29 степени, што омогућује краткотрајни маневар са оптерећењем +Gz = 10-12 G. У контексту оваквог значајног смањења оптерећења и издржљивости кардиоваскуларног система при маневрисању авиона, заправо се +Gz оптерећење делимично претвара у +Gx оптерећење, које делује дуж „x“ осе координатног система и чије се веће вредности лакше подносе. Ова метода се примењује у астронаутици при полетању, када је седиште астронаута у лежећем положају (види слику).

### Анти-вентили
Анти-G вентили имају за циљ да у што краћем временском периоду изврше надувавање летачког одела (за мање од 1 секунде) како би се што боље пратио прираст убрзања. Стални развој технике доприноси појави све квалитетнијих вентила са електронском регулацијом, која је значајно скратила временски период од почетка дејства убрзања до оствареног притиска у оделу.

### Употреба заштитних анти-G одела
До одређеног нивоа убрзања посаде летелица могу ублажити или успорити негативни утицај високих -оптерећења одговарајућим активностима људског организма, као што су: повећање мишићног тонуса или посебна врста дисања. Нажалост, често су и ове мере недовољне па их је потребно подржати техничким решењима, као што је промена угла седишта, дисање кисеоника под натпритиском и примена специјалних анти- одела, било кроз заједничку примену свих мера или комбиновањем ових могућности. И поред примене ових мера, ако вредности G-убрзања и даље расту, могућност наведених мера се исцрпљује и не могу у потпуности спречити све негативне утицаје убрзања.
Циљ свих анти-G одела је да спречи силазак крви у доњу половину тела, што она обезбеђују стварањем притиска на крвне судове, посебно у трбуху и доњим удовима. У посебно конструисана одела од специјалног платна умећу се у појасном пределу и око бутина и потколеница специјални гумени балони који су као јединствени систем специјалним цревима повезани са регулатором притиска и компресором у кабини авиона.
Прва анти-G одела (или анти-G панталоне) имају гумене коморе само око трбуха и ногу, као што су одела типа ЦЗУ-13б и ППК-1, која се и данас најчешће користе. Према потреби ова одела се могу надопунити применом гумених комора око горњих удова, раменог појаса и грудног коша, као и анти-G прслуком и анти-G чарапама.
Велики недостатак анти-G одела је кашњење у времену од почетка дејства убрзања до изједначавања притиска у целом оделу. Са брзим настајањем високих оптерећења („G-јуриш“) јавља се потреба за предузимањем неких од горе наведених мера, пре пуног учинка контра-мера повишеним притиском у анти-G оделу. Још једна слаба тачка ових одела је да недовољно штите вратну кичму, која трпи терет оптерећења од стране главе и пилотске кациге. Посебан недостатак комплетног одела је да оно покрива велику површине тела. То ограничава слободу кретања, а може изазвати и поремећаје терморегулације због прегрејавања тела топлотом и тако деловати исцрпљујуће на организам пилота. Зато анти-G одела морају имати систем хлађења, који треба надопунити и правилним избором тканине од које су сашивена. Савремена анти-G одела, осим чисте подршке за висока убрзања, парцијално функционишу и као заштита од АБХ агенаса, хладноће, топлоте и пламена.

### Физичко вежбање
Стално и правилно одмерено физичке вежбање које појачава аеробну издржљивост и снагу мускулатуре трбуха, грудног коша и удова у значајној мери повећава отпорност организма на дејство (+ Gz) оптерећења.
Специфична летачка кондиција, која повећава отпорност организма на убрзање, најбоље се стиче летењем у току извршавања летачких задатака. Ова кондиција се може одржавати и стицати, вежбањем на специјалним летачким справама, које симулирају поједине фазе летења и на тај начин организам се привикава на оптерећења, којима се излаже организам пилота.
Радом на овим справама, мењајући нагло убрзање, правац кретања, смер ротација у различитим положајима тела, уз максимално ангажовање неуромишићног система, кардиоваскуларног и респираторног, летачи се постепено и дозирано припремају да издрже слична оптерећења као у лету на савременим авионима.
Поред стицања бољих физичких способности, летачке справе развијају и неке психолошке особина које треба да има борбени пилот: смелост, одважност, храброст, сигурност у своје способности.
- Специјалне летачке справе (део)
- Двоосовинска љуљашка
- Лупинг лествице
- Чамац
- Ренски точак

### Биолошки мониторинг
Како све напред наведене методе не могу да обезбеде у одређеним условима апсолутну заштиту, у свету се врше истраживања која, захваљујући савременом биолошком мониторингу, инсталираном у рачунару авиона, могу да предвиде могући губитак свести и аутоматски активирају „аутопилота“, који преузима управљање авионом и вади га из маневра који је проузроковало велико +Gz оптерећење. Након што се пилот опорави и поврати свест, он даље преузима управљање авионом.
Ове методе морају бити неинвазивне и у пракси се најчешће заснивају на праћењу следећих параметара; тонуса мускулстуре, засићење хемоглобина кисеоником у можданим артеријама (Nil-Near Infrared Laser метод), па све до промена структуре гласa.